# Quint Nevi (triumvir)
Quint Nevi (en llatí Quintus Naevius) va ser un magistrat romà del segle ii aC. Formava part de la gens Nèvia, una gens romana d'origen plebeu.
Era un dels Triumviri coloniae deducendae nomenats l'any 194 aC per fundar una colònia llatina en territori dels brucis al sud d'Itàlia. Se li va donar, igual que als seus dos col·legues, l'imperium (poder) durant tres anys.